# Sint Anna-orde
De Sint Anna-orde (Duits: Sankt Anna-Orden) werd in 1783 gesticht door keurvorstin Maria Anna van Beieren (1728- 1797). Maria Anna was de weduwe van keurvorst Maximiliaan III Jozef van Beieren. De Orde is een van de historische Orden van Beieren.

Achttien dames, 12 van katholieke adel en maximaal zes dochters van niet-adellijke officieren of ambtenaren woonden in een stift en kregen een jaarlijks inkomen en kleding van de orde die ook hun personeel betaalde. Sinds 1808 konden ook protestantse dames toetreden tot deze damesorde.
De dames droegen een klein wit geëmailleerd gouden kruis met blauwe randen aan een lichtblauwe zijden strik met een met ziverdraad versierde gele bies. Op het centrale medaillon ziet men een vergulde en plastische afbeelding van Maria op een witte ondergrond. Op de armen staat het motto "SVB TVVUM PRÆSIDIVM". Op de armen van de keerzijde staat "PATRONVS NOSTER" en een vergulde afbeelding van Sint-Anna siert het centrale medaillon. 
Het motto van de orde was "Sub Tuum Præsidium".
De orde kende twee stiften, één in München en één in Würzburg.
Ook nu bestaan de orde (en het Münchener stift) nog; Franz Bonaventura Adalbert Maria Hertog van Beieren, chef van het huis Wittelsbach, is de grootmeester van de orde.
Het lint was hemelsblauw met een onderbroken zilveren rand en gouden bies.
Voor de ridderorde van Holstein-Gottorp en later van het keizerrijk Rusland,zie:
- Orde van Sint-Anna (Holstein-Gottorp)

en
- Orde van Sint-Anna (Rusland)

Eredame in de Huisorde van Oranje ·
Prinsessenkruis van de Huisorde van Albrecht de Beer ·
Theresia-orde ·
Sint-Elisabeth-orde ·
Sint Anna-orde ·
Dames van Rougemont ·
Sidonia-orde ·
Bulgaarse Orde van de liefdadigheid ·
Orde van de Perfecte Vriendschap ·
Orde van de Rechtschapenheid ·
Orde van de Slavinnen van de Deugd ·
Elisabeth-orde ·
Moederkruis ·
Orde van Sint-Olga en Sint-Sophia ·
Orde voor Goede Daden ·
Koninklijke Victoria en Albert-orde ·
Keizerlijke Orde van de Kroon van Indië ·
Koninklijke Orde van het Rode Kruis ·
Orde van de Kostbare Kroon ·
Orde van het Sterrenkruis ·
Orde van de Zon ·
Orde van de Pleiaden ·
Louisen-Orde ·
Herinneringskruis voor Dames ·
Orde van de Heilige Catharina ·
Sidonia-orde ·
Damesorde van de Doodskop ·
Ereteken van Anna-Luise ·
Orde van Liefdadigheid ·
Olga-orde ·
Orde van Vorstin Olha ·
Onderscheidingskruis van de Heilige Apostelgelijke Vorstin Olga
Zie voor meer damesorden en onderscheidingen: De Lijst van Damesorden
Sint Anna-orde ·
Bloemenorde ·
Sint-Elisabeth-orde ·
Orde van de Fürstprängler ·
Huisridderorde van de Heilige Georg ·
Ridderlijk Gezelschap van de Heilige Georg in Franken ·
Huisridderorde van de Heilige Michaël ·
Huisridderorde van Sint-Hubertus ·
Orde van Verdienste van de Beierse Kroon ·
Orde van de Leeuw van de Palts ·
Ludwigsorde ·
Militaire Max Joseph-Orde ·
Maximiliaansorde voor Wetenschap en Kunst ·
Beierse Maximiliaansorde voor Wetenschap en Kunst ·
Orde voor de Militaire Gezondheidszorg ·
Ordre de Parfaite Amitié ·
Orde van de Rode Adelaar ·
Theresia-orde ·
Beierse Orde van Verdienste ·
Orde van Militaire Verdienste ·
Ludwigsmedaille
Zie ook: Ridderorden in Beieren · Onderscheidingen in Beieren